# Catedral de León (Nicaragua)
La Catedral de León, també coneguda com a Basílica Catedral de l'Asunción de León, i el nom oficial és Insigne y Real Basílica Catedral de la Asunción de la Bienaventurada Virgen María, és una catedral de construcció barroca colonial situada a la ciutat de León, Departament de León, Nicaragua. Està inscrita a la llista del Patrimoni de la Humanitat de la UNESCO des del 2011.